# Allgemeiner Arbeiterkongress
Der Allgemeine Arbeiter-Kongress (teilweise auch als Arbeiterparlament bezeichnet) fand zwischen dem 23. August und 3. September 1848 vor dem Hintergrund der Märzrevolution in Berlin statt. Er war der Gründungskongress der Allgemeinen Deutschen Arbeiterverbrüderung. Er ist zu unterscheiden von einem Kongress mit ähnlicher Bezeichnung.

## Vorgeschichte
In Berlin hatte sich um Stephan Born ein Zentralkomitee der Arbeiter gebildet. Dieses hatte eine Reihe programmatischer Forderungen erarbeitet. Auch unter dem Eindruck von Streikbewegungen unter den Buchdruckern suchte man nach neuen Formen einer deutschlandweiten Arbeiterorganisation. In der von Born herausgegebenen Zeitschrift Das Volk erschien Ende Juni 1848 ein Aufruf an die „arbeitenden Klassen Deutschlands“ Delegierte zu einem „Arbeiterparlament“ zu wählen. In dem Aufruf hieß es: „Vereinigen wir uns, die wir bisher in der Vereinzelung und Zersplitterung schwach und unberücksichtigt waren. Wir zählen Millionen und bilden die große Majorität der Nation. Nur vereinigt in gleichen Streben werden wir stark sein und zu derjenigen Macht gelangen, die uns als den Hervorbringern alles Reichtums gebührt. Unsere Stimme ist eine schwere und versäumen wir nicht, sie in die Waagschale der sozialen Demokratie zu legen.“ Der Begriff der sozialen Demokratie oder Sozial-Demokratie wurde in der Folge zu einem allgemein gebräuchlichen Terminus der Bewegung, unter dem die verschiedenen Forderungen subsumiert werden konnten. Ziel war es, eine „soziale Volks-Charte Deutschlands“ zu beraten und zu beschließen.

## Verlauf und Beschlüsse
Vertreten waren 40 Delegierte der Arbeiterkomitees in Berlin, Hamburg und Leipzig und von 32 Arbeitervereinen. Darunter waren die vereinigten Zigarrenarbeiter aus Hamburg, die Schriftsetzer, Maschinenbauer, Stuhlarbeiter, Kattundrucker und Formstecher aus Berlin, die Garnweber und Seidenwirker aus Köpenick, die Kattundrucker und Formstecher aus Eilenburg. Anwesend war auch ein Vertreter des in Frankfurt parallel tagenden Gesellenkongresses. Bei der Eröffnung sprach Wilhelm Weitling. Präsident der Versammlung war der Demokrat aus Breslau Professor Christian Gottfried Daniel Nees von Esenbeck. Als zweiter Präsident fungierte Born.
Zu Beginn verabschiedete der Kongress eine Petition an die Frankfurter Nationalversammlung. Mit dieser distanzierte man sich indirekt von den als restaurativ aufgefassten Positionen Winkelblechs, die dieser auf dem Handwerkerkongress in Frankfurt vertrat.
Danach debattierten die Delegierten die Form einer zukünftigen Organisation, die man Arbeiterverbrüderung nannte. Festgelegt wurde unter anderem die Gliederung in Lokal- und Bezirkskomitees sowie ein dreiköpfiges Zentralkomitee mit Sitz in Leipzig. In den Lokalkomitees sollten die örtlichen Fachvereine zusammengefasst werden. Dies war ein Ursprung der lokalistischen Tradition in der deutschen Arbeiterbewegung. Auf Bezirksebene sollte es unter anderem eigene Frauenkomitees zur Vertretung der Interessen der Arbeiterinnen geben. Neben Born wurden Schweninger und Kick in das Zentralkomitee gewählt.
Soziale Forderungen wurden unter dem Oberbegriff Selbsthilfe und politische Forderungen unter dem Begriff Staatshilfe zusammengefasst. Unter anderem wurde die staatliche Arbeitslosenfürsorge gefordert. Entlassungen sollten nur nach einer gewissen Kündigungszeit erfolgen dürfen. Der Lohn für gleiche Arbeit sollte an einem Ort gleich sein. Die Höhe sollte durch Vereinbarung zwischen Arbeitgeber und Arbeitnehmer also als ein Tarifvertrag zu Stande kommen. Der niedrigste Lohn sollte zur Bestreitung des Lebensunterhalts ausreichend sein. Ein Teil des Lohnes sollte an die lokale Arbeiterassoziationen fließen, die davon eine Bank, Produktiv-Assoziationen mit Unterstützung des Staates sowie Wander-, Kranken- und Invalidenkassen zur Selbsthilfe gründen sollten. Man proklamierte für die weiblichen Arbeiter gleiche Rechte und gleich Pflichten.
Der Staat sollte in verschiedenen Bereichen regulierend eingreifen. So wurde ein zehnstündiger Arbeitstag oder das Verbot der Kinderarbeit gefordert. Als allgemeine politische Forderungen wurde das allgemeine, gleiche Wahlrecht für Reichstag, Landtag und Gemeinde, die Aufhebung der indirekten Steuern, die Einführung einer progressiven Einkommensteuer und die Steuerfreiheit für wenig Bemittelte gefordert. Des Weiteren debattierte man über die Volksbildung. Es wurde eine einheitliche unentgeltliche Volksschule ohne Religionsunterricht für alle Kinder sowie die Gewährung von Lehrmitteln und Kleidern an unbemittelte Kinde gefordert.
Als Organ der Arbeiterverbrüderung wurde Die Verbrüderung bestimmt. Redigiert wurde diese von Stephan Born. Die Ergebnisse des Kongresses wurden in einer Broschüre veröffentlicht.

## Bedeutung
Klaus Tenfelde urteilte, dass der Kongress zwar nicht zu den größten der Revolutionszeit gehörte, aber er hatte Resonanz und weitreichende Folgen. Er wies in vielerlei Hinsicht auf die nächsten hundert Jahre der Arbeiterbewegung voraus. Kennzeichnend war unter anderem die Distanzierung von den Forderungen des Liberalismus. Diese Trennung wurde auf dem Berliner Demokratenkongress noch verstärkt.